# Charakteristická rovnice
Charakteristická rovnice (nebo pomocná rovnice) je v matematice algebraická rovnice n-tého stupně, na které závisí řešení diferenciální rovnice n-tého řádu. Charakteristickou rovnici lze použít pro řešení lineárních, homogenních diferenciálních rovnic s konstantními koeficienty, které lze obecně zapsat
{\displaystyle a_{n}y^{(n)}+a_{n-1}y^{(n-1)}+\cdots +a_{1}y'+a_{0}y=0}
kde {\displaystyle y\,} je závislá proměnná a {\displaystyle a_{n},a_{n-1},\ldots ,a_{1},a_{0}} jsou konstanty. Tato diferenciální rovnice má charakteristickou rovnici tvaru
{\displaystyle a_{n}r^{n}+a_{n-1}r^{n-1}+\cdots +a_{1}r+a_{0}=0}
Z kořenů {\displaystyle r^{n},r^{n-1},\ldots ,r} charakteristické rovnice můžeme zkonstruovat obecné řešení diferenciální rovnice. Tuto metodu řešení lineárních obyčejných diferenciálních rovnic s konstantními koeficienty objevil Leonhard Euler, který našel vztah mezi uvedenými rovnicemi. Vlastnosti Eulerovy charakteristické rovnice později podrobněji studovali francouzští matematici Augustin Louis Cauchy a Gaspard Monge.

## Derivace
Hledáme-li řešení lineární homogenní diferenciální rovnice s konstantními koeficienty {\displaystyle a_{n},a_{n-1},\ldots ,a_{1},a_{0}},
{\displaystyle a_{n}y^{(n)}+a_{n-1}y^{(n-1)}+\cdots +a_{1}y^{'}+a_{0}y=0}
vidíme, že pokud by se řešení rovnalo {\displaystyle y(x)=e^{rx}\,}, každý sčítanec v rovnici bude konstantním násobkem {\displaystyle e^{rx}\,}. To pramení z faktu, že derivace exponenciální funkce {\displaystyle e^{rx}\,} je násobkem původní funkce, čili {\displaystyle y'=re^{rx}\,}, {\displaystyle y''=r^{2}e^{rx}\,} a {\displaystyle y^{(n)}=r^{n}e^{rx}\,} jsou všechno násobky {\displaystyle e^{rx}\,}. To naznačuje, že určité hodnoty {\displaystyle r\,} dovolují, aby součet násobků {\displaystyle e^{rx}\,} dával nulu, a řešil homogenní diferenciální rovnici. Abychom zjistili hodnotu {\displaystyle r\,}, dosadíme funkci {\displaystyle y=e^{rx}\,} a její derivace do diferenciální rovnice za {\displaystyle y} a jeho derivace, čímž dostaneme
{\displaystyle a_{n}r^{n}e^{rx}+a_{n-1}r^{n-1}e^{rx}+\cdots +a_{1}re^{rx}+a_{0}e^{rx}=0}
Protože {\displaystyle e^{rx}\,} není nikdy rovno nule, můžeme jím rovnici vydělit, čímž dostaneme charakteristickou rovnici
{\displaystyle a_{n}r^{n}+a_{n-1}r^{n-1}+\cdots +a_{1}r+a_{0}=0}
Když nalezneme kořeny {\displaystyle r\,} této charakteristické rovnice, můžeme z nich sestrojit obecné řešení diferenciální rovnice. Například jestliže se jeden kořen rovná 3, pak obecné řešení bude {\displaystyle y(x)=ce^{3x}\,}, kde {\displaystyle c\,} je konstanta.

## Sestrojení obecného řešení
Naleznutí kořenů {\displaystyle r_{1},\ldots ,r_{n}} charakteristické rovnice, nám umožňuje sestrojit obecné řešení diferenciální rovnice. Kořeny mohou být reálné i komplexní a jednoduché nebo vícenásobné. Jestliže charakteristická rovnice má složky s jednoduchými reálnými kořeny, {\displaystyle h\,} násobnými kořeny a {\displaystyle k\,} komplexními kořeny po řadě odpovídajícími obecným řešením {\displaystyle y_{D}(x)\,}, {\displaystyle y_{R_{1}}(x),\ldots ,y_{R_{h}}(x)} a {\displaystyle y_{C_{1}}(x),\ldots ,y_{C_{k}}(x)}, pak obecné řešení diferenciální rovnice je
{\displaystyle y(x)=y_{D}(x)+y_{R_{1}}(x)+\cdots +y_{R_{h}}(x)+y_{C_{1}}(x)+\cdots +y_{C_{k}}(x)}

### Jednoduché reálné kořeny
Princip superpozice pro lineární homogenní diferenciální rovnice s konstantními koeficienty říká, že jestliže {\displaystyle u_{1},\ldots ,u_{n}} jsou {\displaystyle n\,} lineárně nezávislé řešení určité diferenciální rovnice, pak jejich každá lineární kombinace {\displaystyle c_{1}u_{1}+\cdots +c_{n}u_{n}} je také řešením rovnice pro libovolné hodnoty {\displaystyle c_{1},\ldots ,c_{n}}. Proto pokud má charakteristická rovnice jednoduché reálné kořeny {\displaystyle r_{1},\ldots ,r_{n}}, její obecné řešení bude mít tvar
{\displaystyle y_{D}(x)=c_{1}e^{r_{1}x}+c_{2}e^{r_{2}x}+\cdots +c_{n}e^{r_{n}x}}

### Vícenásobné reálné kořeny
Jestliže charakteristická rovnice má {\displaystyle k\,} násobný kořen {\displaystyle r_{1}\,}, pak je zřejmé, že {\displaystyle y_{p}(x)=c_{1}e^{r_{1}x}} je alespoň jedno její řešení. Ale toto řešení není lineárně nezávislé s dalšími {\displaystyle k-1\,} kořeny. Protože {\displaystyle r_{1}\,} má násobnost {\displaystyle k\,}, diferenciální rovnici můžeme faktorizovat na
{\displaystyle \left({\frac {\mathrm {d} }{\mathrm {d} x}}-r_{1}\right)^{k}y=0}
Skutečnost, že {\displaystyle y_{p}(x)=c_{1}e^{r_{1}x}} je jedno řešení, nám umožňuje předpokládat, že obecné řešení má tvar {\displaystyle y(x)=u(x)e^{r_{1}x}\,}, kde {\displaystyle u(x)\,} je funkce, kterou je třeba nalézt. Substituce {\displaystyle ue^{r_{1}x}\,} dává
{\displaystyle \left({\frac {\mathrm {d} }{\mathrm {d} x}}-r_{1}\right)ue^{r_{1}x}={\frac {\mathrm {d} }{\mathrm {d} x}}(ue^{r_{1}x})-r_{1}ue^{r_{1}x}={\frac {\mathrm {d} }{\mathrm {d} x}}(u)e^{r_{1}x}+r_{1}ue^{r_{1}x}-r_{1}ue^{r_{1}x}={\frac {\mathrm {d} }{\mathrm {d} x}}(u)e^{r_{1}x}}
pro {\displaystyle k=1\,}. {\displaystyle k\,} násobným použitím této skutečnosti dostáváme
{\displaystyle \left({\frac {\mathrm {d} }{\mathrm {d} x}}-r_{1}\right)^{k}ue^{r_{1}x}={\frac {\mathrm {d} ^{k}}{\mathrm {d} x^{k}}}(u)e^{r_{1}x}=0}
což po vydělení {\displaystyle e^{r_{1}x}\,} dává
{\displaystyle {\frac {\mathrm {d} ^{k}}{\mathrm {d} x^{k}}}(u)=u^{(k)}=0}
To platí právě tehdy, když {\displaystyle u(x)\,} je polynom stupně {\displaystyle k-1\,}, neboli {\displaystyle u(x)=c_{1}+c_{2}x+c_{3}x^{2}+\cdots +c_{k}x^{k-1}}. Protože {\displaystyle y(x)=ue^{r_{1}x}\,}, část obecného řešení odpovídající {\displaystyle r_{1}} je
{\displaystyle y_{R}(x)=e^{r_{1}x}(c_{1}+c_{2}x+\cdots +c_{k}x^{k-1})}

### Komplexní kořeny
Pokud má charakteristická rovnice komplexní kořeny ve tvaru {\displaystyle r_{1}=a+bi} a {\displaystyle r_{2}=a-bi}, pak obecné řešení je {\displaystyle y(x)=c_{1}e^{(a+bi)x}+c_{2}e^{(a-bi)x}\,}. Použitím Eulerova vzorce {\displaystyle e^{i\theta }=\cos \theta +i\sin \theta \,} můžeme toto řešení upravit:
{\displaystyle {\begin{array}{rcl}y(x)&=&c_{1}e^{(a+bi)x}+c_{2}e^{(a-bi)x}\\&=&c_{1}e^{ax}(\cos bx+i\sin bx)+c_{2}e^{ax}(\cos bx-i\sin bx)\\&=&(c_{1}+c_{2})e^{ax}\cos bx+i(c_{1}-c_{2})e^{ax}\sin bx\end{array}}}
kde {\displaystyle c_{1}\,} a {\displaystyle c_{2}\,} jsou libovolné (i komplexní) konstanty.
Pokud použijeme konstanty {\displaystyle c_{1}=c_{2}={\tfrac {1}{2}}}, pak dostaneme partikulární řešení {\displaystyle y_{1}(x)=e^{ax}\cos bx\,}.
Pokud použijeme konstanty {\displaystyle c_{1}={\tfrac {1}{2}}i} a {\displaystyle c_{2}=-{\tfrac {1}{2}}i}, pak dostaneme lineárně nezávislé řešení {\displaystyle y_{2}(x)=e^{ax}\sin bx\,}. Díky principu superpozice pro lineární homogenní diferenciální rovnice s konstantními koeficienty, můžeme příspěvek k obecnému řešení diferenciální rovnice pro dvojici komplexně sdružených kořenů {\displaystyle r=a\pm bi\,} vyjádřit vzorcem {\displaystyle y_{C}(x)=e^{ax}(c_{1}\cos bx+c_{2}\sin bx)\,}.